# Балич, Ивано
Ивано Ба́лич (хорв. Ivano Balić; род. 1 апреля 1979, Сплит, Хорватия, Югославия) — хорватский гандболист (ранее баскетболист), игравший на позиции разыгрывающего. В составе сборной Хорватии — олимпийский чемпион игр 2004 года и чемпион мира 2003 года. По версии Международной федерации гандбола (по итогам опроса 11000 посетителей сайта www.ihf.info) — величайший гандболист в истории, пятикратный обладатель приза самого ценного игрока на международных соревнованиях под эгидой МФХ. Знаменосец хорватской национальной команды на параде церемонии открытия летних Олимпийских игр 2008 в Пекине. Благодаря своим блестящим выступлениям получил прозвища «гандбольный Джордан», «гандбольный Моцарт» и «гандбольный Роналдиньо».

## Карьера

### Клубная

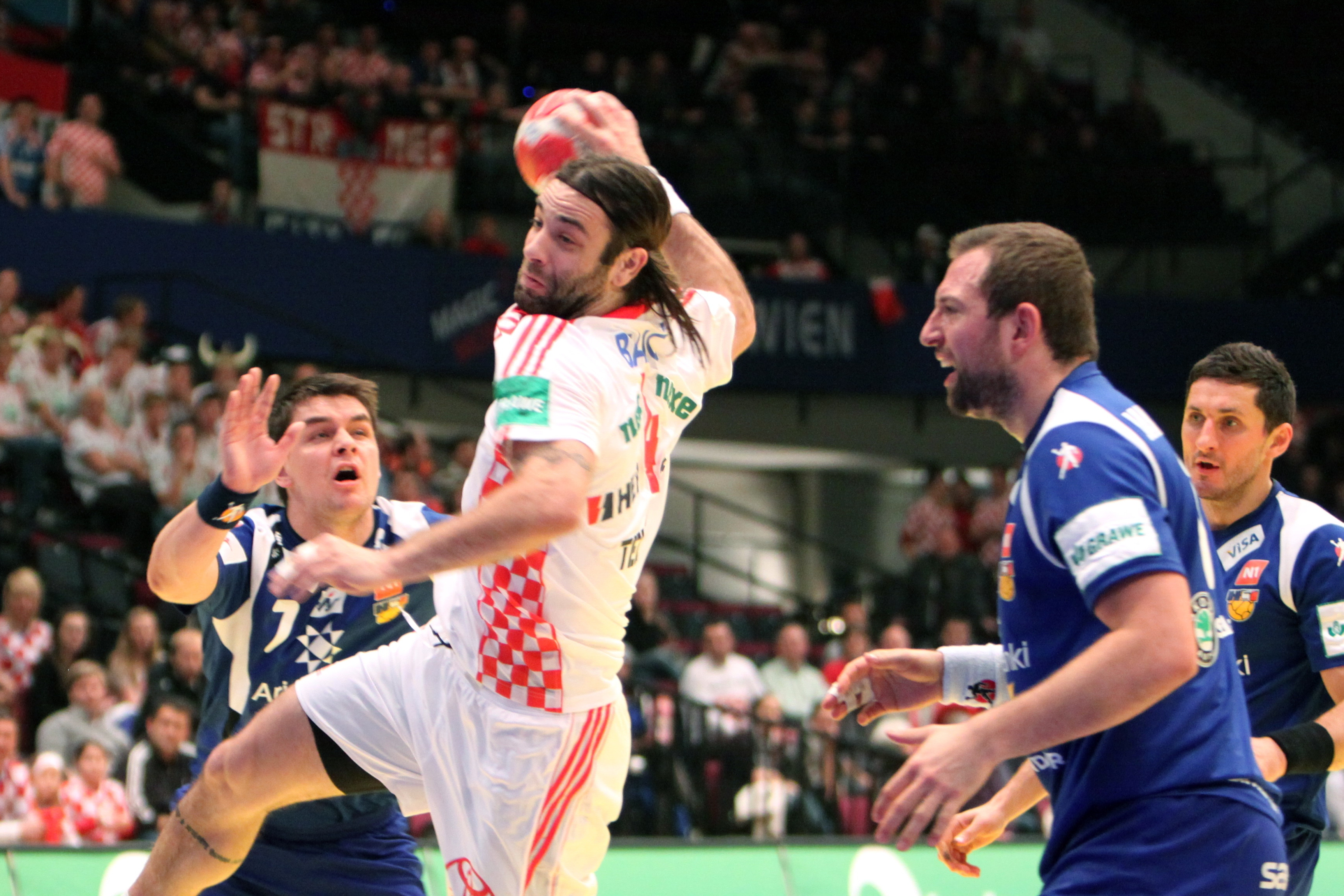
Балич на чемпионате Европы 2010 года

Ивано ранее занимался профессионально баскетболом и играл некоторое время в составе баскетбольной команды «Сплит». После перехода в гандбол продолжил играть в «Сплите». В 2001 году перешёл в состав команды «Меткович», в 2004 году переехал в Испанию в команду «Портленд» из Сан-Антонио. В Хорватию вернулся в 2008 году в состав команды «Загреб», с лета 2012 года выступает за мадридский «Атлетико». В 2013 году Ивано Балич переходит в немецкий клуб Ветцлар, где проводит 2 сезона, после чего объявляет о завершении игровой карьеры.

### В сборной
В составе сборной Хорватии Балич выиграл Олимпийские игры 2004 года в Афинах, чемпионат мира 2003 года в Португалии и Средиземноморские игры 2001 года в Тунисе. В активе Ивано также «бронза» Олимпиады 2012 года в Лондоне, серебряные медали чемпионатов мира 2005 (Тунис) и 2009 (Хорватия) годов, два «серебра» чемпионатов Европы 2008 и 2010 годов и бронзовая медаль 2012 года в Сербии. В 2003 и 2006 годах признавался лучшим гандболистом года благодаря выступлениям на чемпионате мира 2003 и чемпионате Европы 2006. На чемпионате Европы 2008 года он стал лучшим бомбардиром с 44 голами и вошёл в символическую сборную турнира.

### Тренерская
С 2015 года работает в тренерском штабе сборной Хорватии.

## Статистика
| Сезон     | Клуб    | Лига       | Матчи | Голы | 7-метровые | Голы с игры |
| --------- | ------- | ---------- | ----- | ---- | ---------- | ----------- |
| 2013/14   | Ветцлар | Бундеслига | 23    | 40   | 0          | 40          |
| 2014/15   | Ветцлар | Бундеслига | 31    | 58   | 2          | 56          |
| 2013—2015 | Итого   | Бундеслига | 54    | 98   | 2          | 96          |